# Esmeraldas (Ecuador)
Esmeraldas, también conocida como San Mateo de las Esmeraldas, es una ciudad ecuatoriana; cabecera del cantón homónimo y capital de la Provincia de Esmeraldas, así como la urbe más grande y poblada de la misma. Se localiza en la orilla derecha de la desembocadura del río Esmeraldas, al norte de la región litoral del Ecuador, a una altitud de 15 m s. n. m. y con un clima tropical de sabana de 27 °C en promedio.
En el censo de 2022 tenía una población de 250,000 habitantes, lo que la convierte en la décima  ciudad más poblada del país. La ciudad es el núcleo del área metropolitana de Esmeraldas, la cual está constituida además por ciudades y parroquias rurales cercanas. El conglomerado alberga a más de 270.000 habitantes, siendo una de las principales conurbaciones del Ecuador. La ciudad es conocida por ser tradicionalmente el territorio afroecuatoriano por excelencia. 
Sus orígenes datan del 21 de septiembre de 1526 como San Mateo, fundada por Bartolomé Ruiz, pero es a mediados del siglo XX, debido a su ubicación geográfica, como uno de los puertos más importantes del Ecuador, cuando presenta un acelerado crecimiento demográfico hasta establecer uno de los principales núcleos urbanos de la nación. Es uno de los más importantes centros administrativos, económicos, financieros y comerciales del país. Las actividades principales de la ciudad son el comercio, la industria y la agricultura. Ofrece hermosas playas con paisajes y clima cálido, que la hacen uno de los destinos turísticos más visitados de la zona.

## Toponimia
Ciertas teorías aseguran que su nombre nace de la piedra preciosa color verde (esmeralda), también se dice que debido a que este territorio geográfico goza de una abundante vegetación a lo largo de todo el año,  la provincia de Esmeraldas ha recibido el apelativo de "la provincia verde". 
Fue descrito por Wolf de la siguiente manera:

Las provincias litorales del Ecuador (Esmeráldas, Manabí y Guáyas) gozan de una estación lluviosa, y á consecuencia de ella se distinguen ventajosamente por su vegetación vigorosa, de las áridas y desoladas costas del Perú. Sin embargo, en la provincia del Guáyas y en una gran porción de la de Manabí, la vegetación pierde durante la estación seca, que llamamos verano, su lozanía y su verdor, los árboles botan sus hojas y las llanuras se desecan bajo los rayos abrasadores del sol. No sucede así en la provincia de Esmeraldas: una atmósfera mas húmeda conserva durante todo el año la vegetación casi en el mismo estado, un verdor eterno embellece las llanuras y las montañas, las majestuosas selvas con sus corpulentos árboles, con sus esbeltas palmas, con sus miles de enredaderas y parásitas, extienden su sombra desde las faldas de la Cordillera de los Andes, por las espaciosas planicies hasta las playas del Océano Pacifico.
Theodor Wolf - Geografía y Geología del Ecuador

## Historia

### La Conquista
Bartolomé Ruiz fue el primer explorador español que surcó el espacio marítimo de lo que hoy son las costas de Ecuador, desembarcando en el norte de lo que después se conocería como la Tierra de las Esmeraldas. Echó anclas en la desembocadura de un "río Grande" y fue recibido amistosamente. Ruiz encontró en las orillas del río tres pueblos cuyos habitantes estaban engalanados con oro. El piloto continuó su viaje por la costa, y regresó con Pizarro, Almagro y sus hombres. Desembarcaron en una bahía y toma posesión de la aldea nativa de Sagüe a orillas del Esmeraldas en la que fundaron la Doctrinaria a la que por la fecha de su arribo la llamaron de San Mateo de las Esmeraldas, entonces en 21 de septiembre de 1526. La recepción por los nativos ya no fue amistosa, por lo que reembarcaron y Pizarro se quedó aguardando refuerzos en la isla del Gallo. El año 1531 volvería Pizarro para la definitiva conquista.

### sigloXVI
Esmeraldas era conocida como "tierra de los yumbos" a quienes se consideraba como indios salvajes y peligrosos. Estas tribus estaban conformadas por comunidades nigua, lachi, campaces, malabas y cayapas. La falta de caminos seguros mantuvo a la provincia aislada hasta fines del siglo XVIII. Esmeraldas dependió por más de tres siglos a la Gobernación de Quito. Es preciso también comprender que en la antigua Gobernación de Guayaquil deben identificarse dos zonas diferentes: la costera y la que miraba al interior, que comprendía inclusive los pueblos de Mindo y de Santo Domingo; por la distribución provincial posterior y por la información étnica, es importante tomar en cuenta sobre todo a las zonas costeras. En este sentido también las tempranas exploraciones de Díaz de Pineda y de Alonso de Castellanos, antes de 1550, sirven para la zona del interior únicamente sobre el primer constituyente negro de Alonso de Illescas. 
En el siglo XVI, Esmeraldas fue una tentación para los españoles, por las piedras de esmeraldas, según lo afirma Andrés Contero en 1586. De este siglo cabe destacar la acción de Miguel Cabello Balboa, refundador de Atacames en 1577, población luego abandonada por la resistencia de los primeros mulatos y de los indios campaces y otros llamados "indios bravos". Y junto a Cabello, habría que rescatar las acciones de Diego Bazán Valderrama y de Cáceres Patiño. Pero ante todo, el siglo XVI es de torno indígena en la región, cuando su cacique principal era don Felipe Cayapa, quien en 1598 residía en el pueblo del Espíritu Santo puesto que los mulatos eran aún una población muy reducida.
Y de todo el período habría que señalar al padre mercedario Onofre Esteban, que vivió 11 años en la provincia (1587?-1598), siendo el fundador de San Mateo de las Esmeraldas hacia 1588, seguramente 6 leguas adentro de la actual ciudad, según se desprende del mapa de Maldonado hecho en 1740.
Entre 1598 y 1600 la imagen que tiene la Audiencia sobre los pobladores de Esmeraldas, es mixta, pues los mercedarios Gaspar de Torres y Juan Bautista Burgos llevaran a Quito en 1598 un primer contingente de indios malabas y de cayapas, mientras el Oidor Barrio irá llevando a los Arove como los primeros mulatos conocidos.

#### Asentamiento del pueblo afro y República de los Zambos de Esmeraldas
Según el historiador González Suárez, los primeros negros que llegaron a Esmeraldas procedían de un barco proveniente de Panamá cargado de mercancías rumbo a Perú que recaló frente a la costa de Atacames, en la zona llamada Rocas de San Mateo en octubre de 1553. Antes de reanudar el viaje, los españoles decidieron ir a tierra para abastecerse de agua dulce y de alimentos. Utilizaron una barca para ir, ellos y sus esclavos, a tierra. Pero sobrevino una tempestad que les arrojó contra las rocas y los esclavos aprovecharon para eliminar a sus amos y huir. El líder de los rebeldes o cimarrones era Alonso de Illescas que había vivido en Sevilla y hablaba castellano. 
Los fugitivos Volvieron a bordo para apoderarse de armas y vestidos antes de ingresar a tierra. Después descubrieron que la zona poseía un clima similar al de África, estableciéndose en esta provincia. Al internarse en el continente sometieron a las tribus indígenas como los atacames, cayapas, etc gracias a las armas de fuego pero también al temor que inspiraban entre los indios. Como estos nunca habían visto a gentes de raza negra, los cayapas los denominaron "malaba" (malo), o "juyungo" (diablo). Sobre los Juyungos escribiría Adalberto Ortiz una novela.
Los náufragos africanos lograron sobrevivir. Entre ellos, el Cimarrón Antón, quien guio el grupo de libres hacia la construcción de un reino. Según el cronista Miguel Cabello de Balboa, Antón se enfrenta violentamente contra los indios pidi, quienes viendo la superioridad de los africanos, establecieron alianzas y acuerdos para dominar juntos un territorio amenazado ya por los españoles. Posteriormente, Antón fue traicionado y muerto por los aborígenes, quienes optaron por terminar la alianza y separarse. 
En la región se asentaron dos cacicazgos dominados por afrodescendientes, uno es el de don Francisco de Arobe, y el otro es el de Alonso Sebastián de Illescas. Los cacicazgos se consolidan al ganar la amistad de los indígenas y pactar con ellos estratégicas alianzas con el propósito de conservar la autonomía y la libertad del territorio de Esmeradas de manos de la Corona Española. Se funda así un territorio con gobierno propio llamado "República de Zambos".

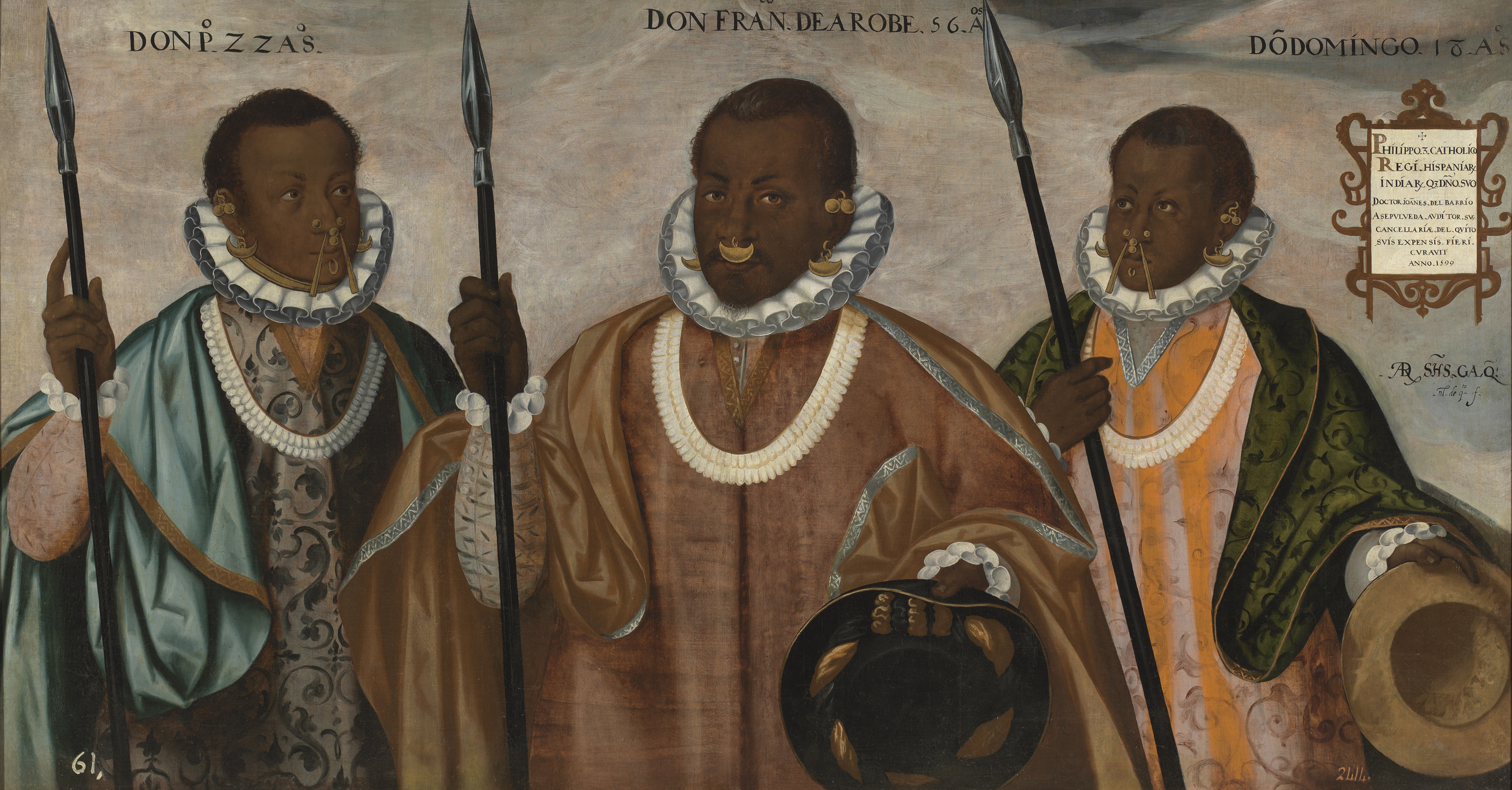
Los mulatos de Esmeraldas (1599), Andrés Sánchez Galque

El intento de control de la región por parte de los españoles, tendrá un protagonista principal en la Real Audiencia, Juan del Barrio Sepúlveda, oidor en la Real Audiencia de Quito, que consigue alcanzar el pacto con los mulatos y quien costea la realización del cuadro como demostración evidente de este logro. Francisco de Arobe acepta la relación con los españoles y la conversión a la fe católica, siendo bautizado junto con su mujer india, doña Juana, y aprueba la construcción de una iglesia en 1578, cerca de su propia vivienda en la Bahía de San Mateo. En 1596, con la llegada del oidor Juan del Barrio Sepúlveda se diseña un plan que contemplaba el uso de la palabra y el fomento de la fe católica a través de la misiones mercedarias para controlar la región. Además plantea aprovechar los conflictos interétnicos, iniciando la labor con aquellas etnias que tenían conflictos con los negros como los capayas. Así lograron la colaboración del cacique Luis Gualapiango del pueblo de Lita, a cambio su nombramiento como gobernador de los indios que poblaban la provincia de Lita.
Para 1598, el misionero Gaspar de Torres junto a indios cayapas, lachas y otros de los confines de Lita llegaron a Quito para certificar su lealtad y colaboración en la reducción y pacificación de Esmeraldas. En 1599, lo hacen Francisco Arobe, y dos de sus hijos, Pedro y Domingo, caciques principales en las tierras de la Bahía de San Mateo, para colaborar en la pacificación de la región, según autos de la Secretaría de la Real Audiencia "Arobe, sus hijos y los indios que lo acompañaban dieron la paz y obediencia al Rey y de ellos en su real nombre se tomó posesión y el asiento y capitulaciones y asi quedaron y están puestos por vasallos suyos en su real Corona".
Mediante un documento enviado a Illescas denominado "Real Provisión de perdón y seguro para Illescas, sus hijos, deudos, parientes y los demás a él sujetos", las autoridades daban respuesta a las peticiones del líder negro que hiciera en 1585 y no habían sido aceptadas. Los Illescas decidieron acercarse a las autoridades españolas.
En Quito, durante la visita de los mulatos en 1598 para dar paz y obediencia al Rey y a la Real Audiencia fueron agasajados por el oidor, que les hizo entrega de numerosos presentes, tejidos, armas y utensilios de hierro. Dejaron constancia de la pacificación y presencia en un retrato oficial por Andrés Sánchez Galque, Los mulatos de Esmeraldas (1599) que acompañaba a un informe dirigido al Rey Felipe III de España realizado. Los retratados fueron don Francisco Arobé y sus hijos, siendo cuadro es la primera pintura de tema no religioso del arte colonial americano y el primer retrato de una persona de origen africano en el continente americano. La cartela de este cuadro reza: “Para Felipe III, Rey Católico de España y de las Indias, el doctor Juan del Barrio de Sepúlveda, Oidor de la Real Audiencia de Quito”. En efecto, fue un regalo que servía para presentar los nuevos súbditos al monarca, tres mulatos cimarrones que se habían levantado contra el virrey pero que, como demuestran sus sombreros en la mano, reconocen finalmente la autoridad del monarca.
El 6 de julio de 1600 los hijos de Alonso de Illescas, Sebastián y Antonio, parientes e indios de sus parcialidades salieron rumbo a Quito. La intención de los Illescas era asegurar vínculos con las autoridades mediante el parentesco o compadrazgo a fin de garantizar la vigencia de las negociaciones y permanencia del cacicazgo negro constituido al margen del poder colonial. Se elaboró un documento denominado "Asiento, posesión y juramento de fidelidad", especificando las actividades que debía cumplir la población negra: socorrer a los náufragos que lleguen a la costa, fundar pueblos bajo el mando de Illescas y con el amparo de la doctrina cristiana; colaboración en las obras del nuevo camino: atención de tambos, navegación por los ríos, vigías en los puertos y establecimiento de una villa de españoles en algún puerto de la costa del Pacífico.
Este Reino no fue conquistado por los españoles, tanto por la fortaleza (“palenque”) que habían construido como por los acuerdos y alianzas locales.  Fue un enclave territorial invicto durante casi un siglo, gracias a lo cual negociaron un estatuto de autonomía con la Corona española que posibilitó - temporalmente y en los márgenes - la emergencia de grupos de poder de negros notables en Esmeraldas. El Reino de los Zambos resultó de una alianza entre indígenas y africanos que se protegían del dominio español. De este modo “el palenque” se convirtió en el escenario de resistencia y de libertad de los primeros africanos que pisaron tierra ecuatoriana y no negociaron con los españoles su presencia; situación que les permitió contar con un Gobernador elegido por ellos y reconocido por los conquistadores. El también conocido reino del Palenque de Illescas o Tiranía de Illescas dominó desde Bahía de Caráquez hasta Buenaventura. 

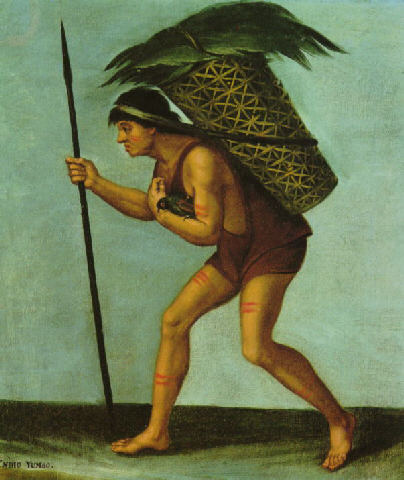
Los yumbos fueron anexados parcialmente al Reino Zambo de Esmeraldas

La conflictividad inicial entre los Illescas y los Mangache-Arobe se fue superando, más tarde los encontramos estrechamente emparentados - Juan Mangache se casó con una hija de Illescas - como señores principales de varias comunidades y ocupando espacios específicos: los Illescas en Cabo Pasado al sur, y los Arobe en la bahía de San Mateo, al norte. La autoridad de estos linajes la ejercieron desde sus propios espacios de habitación a través de cacicazgos, donde había un jefe que tenía a su mando varias parcialidades conformadas por negros, indios y mulatos. En gran parte estas parcialidades estaban formadas por indios cautivos como los yumbos. Bandas multiétnicas lideradas por negros atacaron estos pueblos que una vez sometidos se los destinaba a trabajar en chacras de los negros en condiciones de sujeción. 
El capitán Pedro de Arévalo, en la relación sobre Esmeraldas del año 1600 enviado al presidente de la Audiencia y oidores, relata el poder político alcanzado por los negros:

"Los negros se mezclaron entre los indios y tomaron sus ritos, ceremonias y trajes y las mujeres que les pareció las más principales y cacicas y se fueron apoderando y señoreando de aquella tierra e indios […] son señores absolutos de ella y de los dichos indios y ellos los mandan y gobiernan y no se conoce otro cacique ni señor de ellos en la dicha provincia más que los dichos negros que entre si por sus parcialidades los tienen repartidos".

#### sigloXVII
En 1607 el cura Hernando Hincapié misionero "de los indios" de la provincia de San Mateo de las Esmeraldas, pero residente en Portoviejo, comunica la muerte del gobernador negro don Sebastián de Illescas. Illescas había reunido a los indios y fundado el pueblo de Cabo Pasado, el cual servirá de puerto de auxilio a los navegantes, dice además que los trabajos de casas y agricultura van progresando.
En 1601 la Provincia de Esmeraldas es descrita en la obra Memoria de los Virreyes del Perú, sobre la relación y sucesos de sus dominios en la que resume la situación en la que se encontraba la provincia a principios del siglo XVII y dice:

Provincia de las Esmeraldas

Su Majestad me tiene mandado, por una cédula, fecha en Valladolid a 29 de marzo de 1601, que procure pacificar la provincia de las Esmeraldas, y que cometa las superintendencias al Presidente de la Real Audiencia de Quito, por caerle más cerca y a la mano, y habiéndola encargado en años pasados la misma Audiencia al Dr. Juan del Barrio, oidor de ella, redujo por medios pacíficos algunos indios y mulatos que residen en la Bahía de San Mateo, y habiéndome dado aviso de ello, proveí del sustento necesario a los religiosos que se ocupan en la doctrina de ellos: esta pacificación la han intentado muchos, y ninguno ha salido en ella, como el mismo doctor dará cuenta a V.S.: hay noticia de que por allí se puede entrar a otras provincias comarcanas, y que podrían ser útiles al comercio y trato con Panamá, demás del servicio que se hará a nuestro Señor en convertir las almas de los naturales: V.S. mandará ver la cédula, y en conformidad de ella proveer lo que convenga; que como no hay orden de gastar con tales jornadas de la Real Hacienda, hase de aguardar a que algunos los apetezcan.
Relación del Sr. Virrey Don Luis de Velasco, al Sr. Conde de Monterrey sobre el estado del Perú.

La fundación de Ibarra en 1606 tiene el objeto central, buscar una salida directa al mar, esa misión llevan en 1607 Diego Ramírez y el portugués Hernán González de Saá, quienes descubren el embarcadero del río Santiago y reportan al presidente de Ibarra sobre la existencia de oro, madera de buena calidad y brea, para construir navíos. En efecto para 1607 la capital de la gobernación se establece en Cabo Pasado, a donde Illescas y el cura Hincapié habían llevado unos 40 indios y unos 15 mulatos. Para entonces ya no se habla de las piedras de esmeraldas, sino de la riqueza en pita y cabuya. Por esta época, Esmeraldas entra en un cuasi-abandono.
Entre 1610 y 1619 tienen lugar dos sublevaciones indígenas de malabas, wassu y nurpes, liderados por el curaca o cacique Gualopiengo.En 1615 para favorecer el comercio se establecieron dos caminos de la Sierra hacia la costa de Esmeraldas, uno que partía de Ibarra al río Santiago y el otro de Quito a la Bahía de Caráquez. Se solicitó la colaboración de los negros de Coaque, la respuesta de los Illescas fue acudir a Quito a pedir instrucciones, aprovechando la entrevista para solicitar el envío de soldados que les permitiera recuperar a doscientos cincuenta indios de Coaque y Cabo Pasado, y se encontraban prófugos. Esta y otras visitas que hicieron los negros hacia Quito tenían como objeto ratificar la vigencia y cumplimiento de las negociaciones a través de la entrega de servicios mutuos.
En los registros de obra del año 1623 figuran los pagos realizados a los Illescas y los indios a su cargo. El proyecto de los caminos tenía como objetivos llegar hacia el sur hasta Cabo Pasado y al norte hasta la isla Gorgona (Colombia), solicitando la colaboración de los cacicazgos negros según correspondiera a los Arobes -al norte- o a los Illescas -al sur-. La tarea de los negros consistía en construir tambos, realizar las funciones de vigías, dedicarse a las pesquerías y a cortar la madera.
Hacia 1640 , llega la segunda oleada de esclavos negros huidos de las minas de Barbacoas, el cual se suma al inicial poblamiento de los Illescas que tuvo lugar un siglo antes. La procedencia de los esclavos Ilegados a las minas de Barbacoas, era de diversos orígenes: los mandingas, procedentes exclusivamente en esta época del valle de Gambia, los Congos, de habla bantú, procedían del río Congo, y los angolas, venidos del suroeste de África.
Para el año 1657, el capitán genovés Juan Vicencio Justiniani inicia la construcción de un camino desde Ibarra hasta la desembocadura del Mira y de allí al puerto de Gorgonilla. Se solicitó al gobernador negro Gaspar Méndez cincuenta trabajadores de San Mateo de Esmeraldas. El gobernador dirige a la Audiencia de Quito un memorial señalando que las actividades se desarrollaban con permanente abuso del capitán: falta de pago de jornales, alimentos y malos tratos. Se movilizaron los negros para poblar Tumaco, motivando su huida hacia Coaque y Cabo Pasado, zona bajo el liderazgo de los Illescas. El conflicto fue resuelto nombrando un gobernador indio -Antonio Pata-, hecho que marca el fin del liderazgo de los caciques negros en Esmeraldas. Si bien los negros continuaron trabajando en la edificación de los caminos, su presencia fue cada vez más esporádica.

### ElsigloXVIII

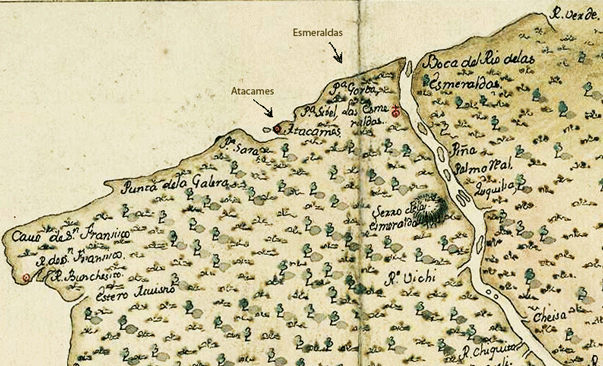
Mapa elaborado por M. La Condamine en 1736

La región se mantenía aislada por la falta de caminos que la comunicaran con Quito, centro de las autoridades españolas que buscaron colonizarla desde fechas tempranas. Pero las dificultades eran muchas, además de las étnicas, el territorio de la Provincia de Esmeraldas es accidentado por su orografía y red hidrográfica, con vegetación extraordinariamente densa, fauna molesta y peligrosa y lluvias torrenciales, cualquier recorrido era lento y fatigoso. Aunque contaba con una vía de comunicación terrestre con Ibarra, construida por Pablo Durango en 1611, hubo más de cincuenta expediciones o intentos de hallar un camino que atravesara la provincia de Esmeraldas para unir Quito con la costa, hasta comienzos del siglo XIX. Poco después de la fundación española de Quito, el Capitán Diego de Bazán en 1535 ya había intentado reconocer y establecer un camino sin tener éxito.
El primero que trabajó en la empresa de comunicar Esmeraldas con la sierra fue don Pedro Vicente Maldonado que dedicó siete años a abrir un camino de herradura que partía desde Cotocollao y continuaba por Nono hasta establecer un embarcadero en la confluencia de los ríos Caone y Blanco, mérito que lo convirtió en el único Gobernador y Teniente de Atacames, recibiendo el título en nombre del Rey Felipe V de España. En esa época la provincia de Esmeraldas comenzaba en la isla de Tumaco y se prolongaba hasta Bahía de Caráquez desde la anulación definitiva de la Gobernación de Caráquez, además estos fueron territorios que incluían a Cabo Pasado y los territorios de los asentamientos chonanas en el actual cantón Chone, es decir todo el norte de la provincia de Manabí. Tenía 2.000 habitantes y la antigua población de Esmeraldas estaba ubicada en el punto donde el río Viche desemboca en el río Esmeraldas. Su nombre oficial fue el de Gobernación y Tenencia de Atacames como lo rectificó la Presidencia de Quito y la Corona española.
Para 1735 Pedro Vicente Maldonado, inicia la construcción de un camino entre Quito y Esmeraldas. Trató de modificar la vida de los pobladores -indios, negros, zambos, mulatos- de las tierras bajas de Esmeraldas, Según él había que actuar "frente a la miseria e infelicidad de estas poblaciones que más parecen tugurios de ermitaños o cavernas de fieras, que lugares habitados por racionales".
Charles Marie de La Condamine, 1736 visitó la región a cargo de la Misión Geodésica, el primer asiento indígena de lo que hoy es la ciudad de Esmeraldas estuvo situado en la desembocadura del río Viche, tributario del Esmeraldas, desde donde se movilizaron posteriormente a San Mateo y finalmente hacia su asentamiento actual, en la desembocadura del río Esmeraldas. Aunque concluyó el camino en 1741, el proyecto se malograría: los indios y negros encargados del mantenimiento del camino abandonaron las tareas asignadas, dejaron los pueblos creados para contenerlos y se reagruparon en espacios donde pudieron seguir con sus pautas culturales.
Aunque el abandono de Esmeraldas fue mayor en el siglo XVIII, Pedro Vicente Maldonado actuó en Esmeraldas de 1738 a 1740; fundando de La Tola con una colonia de 120 indios, 60 mulatos y 60 negros. Por aquel entonces se describe a Esmeraldas como un puerto miserable con una población de 450 personas de origen zambo. Dichos zambos fueron el resultado de la mezcla entre los pueblos negros y chachi, dando lugar a la identidad afrodescendiente. Sin embargo, según los documentos de José Rumazo no aparece San Mateo. La obra, una descripción de la gobernación enviada al Rey Fernando VI en 1749, describen 4 pueblos pequeños: Atacames, Limones, La Tola y Río Santiago.
En el sector norte de la provincia de Esmeraldas, en especial en el río Santiago, se produce una explotación intensificada del oro, la cual permitió importantes corrientes migratorias de numerosas cuadrillas de esclavos provenientes de Barbacoas y Tumaco, cuyos amos representaban a familias mineras de Valencia, Arroyo, Quintero, Quiñónez y Caicedo, quienes establecieron reales de minas en los ríos de Santiago, Uimbí y Cachavi. 
A finales del siglo XVIII, se ponen en valor las minas de Cachaví, Playa de Oro y Guimbí, las cuales traen a un tercer contingente negro, que venido huido o comprado de las minas de la Nueva Granada, va a dar una fisonomía más africana a la región.  Entre 1780 y 1803, más o menos, arribaron unos 230 afros de Nueva Granada, de acuerdo con el padre Savoia.  Se asentaron en la zona las grandes familias esclavistas de Barbacoas, Popayán, Cali y Quito con el objetivo de mover sus "reales de minas" a Esmeraldas, dando lugar a los primeros esclavizados para trabajar en las minas.
Desde 1772 a los 1805, nuevos esfuerzos de los productores comerciantes andinos de Ibarra y Quito, los cuales pugnaron para establecer una ruta “directa” de acceso al Pacífico que desembocara en el litoral de Esmeraldas, a fin de acortar el trayecto entre Quito y Panamá. Sin embargo, la oposición de sectores influyentes de Guayaquil y Lima pospusieron por siglos esta aspiración. Durante el gobierno de Pedro Martínez Maldonado (entre 1738 y 1749), se intentó abrir un sendero de herradura entre Quito y el estuario de Esmeraldas. Se dio por entonces una disputa entre los gobiernos seccionales de Quito y de Ibarra, parece que los mineros de la Nueva Granada, querían obtener respaldo en los presidentes de Quito, restando poder a los empresarios ibarreños. Esto parece desprenderse de la exposición que en 1794 hizo el Corregidor de Ibarra, José Posse Pardo, para demostrar que Tumaco, Esmeraldas, Santiago de Atacames, Lanchas y Cayapas, estaban sujetos a la jurisdicción de Ibarra .

### ElsigloXIX

#### Independencia de Esmeraldas
La noche del 4 de agosto de 1820 los patriotas irrumpieron en el poblado gritando varias frases como: “muera el tirano”, “abajo los godos” y detuvieron al teniente gobernador Andrés de Castro, quitándole el bastón de mando y entregándoselo a José Manuel Mosquera. Al día siguiente, el 5 de agosto de 1820 en Rioverde, hoy cantón de la provincia de Esmeraldas, los patriotas esmeraldeños proclamaron la independencia de un territorio que en ese entonces era parte de la Real Audiencia de Quito. Este evento marca la independencia y aún se conmemora como fiesta principal de la ciudad, tuvo lugar dos meses antes de la gesta del 9 de octubre en Guayaquil. Entre los hombres que encabezaron la revolución del Río Verde, el propio alcalde de Esmeraldas Ramón Yépez, pero fue descubierto y destituido, además de él, están los mercedarios Vicente Calderón y Ramón Estupiñán y Flores; en el comerciante Víctor Manuel Lavayen, y el español José Ferrer, el soldado Juan Manuel Muriel, Ramón Tello. entre otros. Con el lema “Libre por rebelde y por rebelde grande” que abandera a la provincia de Esmeraldas, su población recuerda el paso de lucha que dieron sus patriotas hace varios años por la libertad, en las instituciones educativas de esta provincia siempre se hace alusión a esta importante fecha cívica.
Los partidarios de la liberación lograron convencer al soldado Manuel José Mosquera para que se uniera al movimiento y se encarcelara al Gobernador, como en efecto sucedió, aunque posteriormente traicionó el movimiento.
Este período de migración de colombianos hacia el Esmeraldas también coincidió con el proceso de abolición de la esclavización que comenzó con la ley de Vientres decretada en 1821 por el segundo congreso de la Gran Colombia. De esa oleada migratoria muchos africanos con sus apellidos como congo, congolino, matamba, kanga, mairongo, quendambu, cambindo, etc. Por entonces tomó cierta importancia Limones, el cual había sido prácticamente abandonado hacia 1740 y reconvertido en puerto en 1802. Otros 180 esclavos se vinieron de las minas de la Nueva Granada pues el mismo Melo declaraba en 1802 que sólo la mina de Cochaví tenía 60 esclavos negros, comprados en 1803 en las minas de Dominguillo en Popayán por don Miguel Ponce en 57.000 pesos y que debían servir para la apertura del Camino de Santiago. Dos años después fracasó el intento de apertura y esos negros, pudiera decirse que quedaron en libertad.

##### Emplazamiento actual
El 18 de noviembre de 1847 el gobierno de Vicente Ramón Roca creó la provincia de Esmeraldas, el 2 de septiembre de 1852 fue declarada como capital de la misma en detrimento de San Mateo, hoy parroquia rural del Cantón, que fue capital de la provincia de Esmeraldas durante la colonia junto con Atacames. La Asamblea Nacional decretó la instancia en el cambio para construir la capital en el sitio llamado "Boca Grande o la Boca", tal y como se había disputado en la Asamblea del 46 y con la finalidad de crear una ciudad que mejore las condiciones de la nueva provincia. Se ordenó la asignación de recursos para la construcción de una casa de gobierno, la creación de escuelas en todas las parroquias del Cantón , estableciendo por primera vez un sueldo para los profesores y la construcción de la Iglesia.
Durante el siglo XIX tanto mineros como misioneros logran intervenir de manera más directa en Esmeraldas y se fundan haciendas que se dedicaron a la explotación de la tagua e, incipentemente, el cacao.
En Esmeraldas, el futuro presidente Eloy Alfaro tenía a sus guerrillas más fieles, montoneros que andaban a caballo en la espesa vegetación. Fue la población esmeraldeña la primera que se alzó contra Ignacio de Vintimilla en 1882 y 1883 y quienes lo proclamaron Jefe Supremo en 1895, meses antes de que se lo reconociera en Guayaquil como tal y se diera inicio a la Revolución Liberal.

### SigloXX

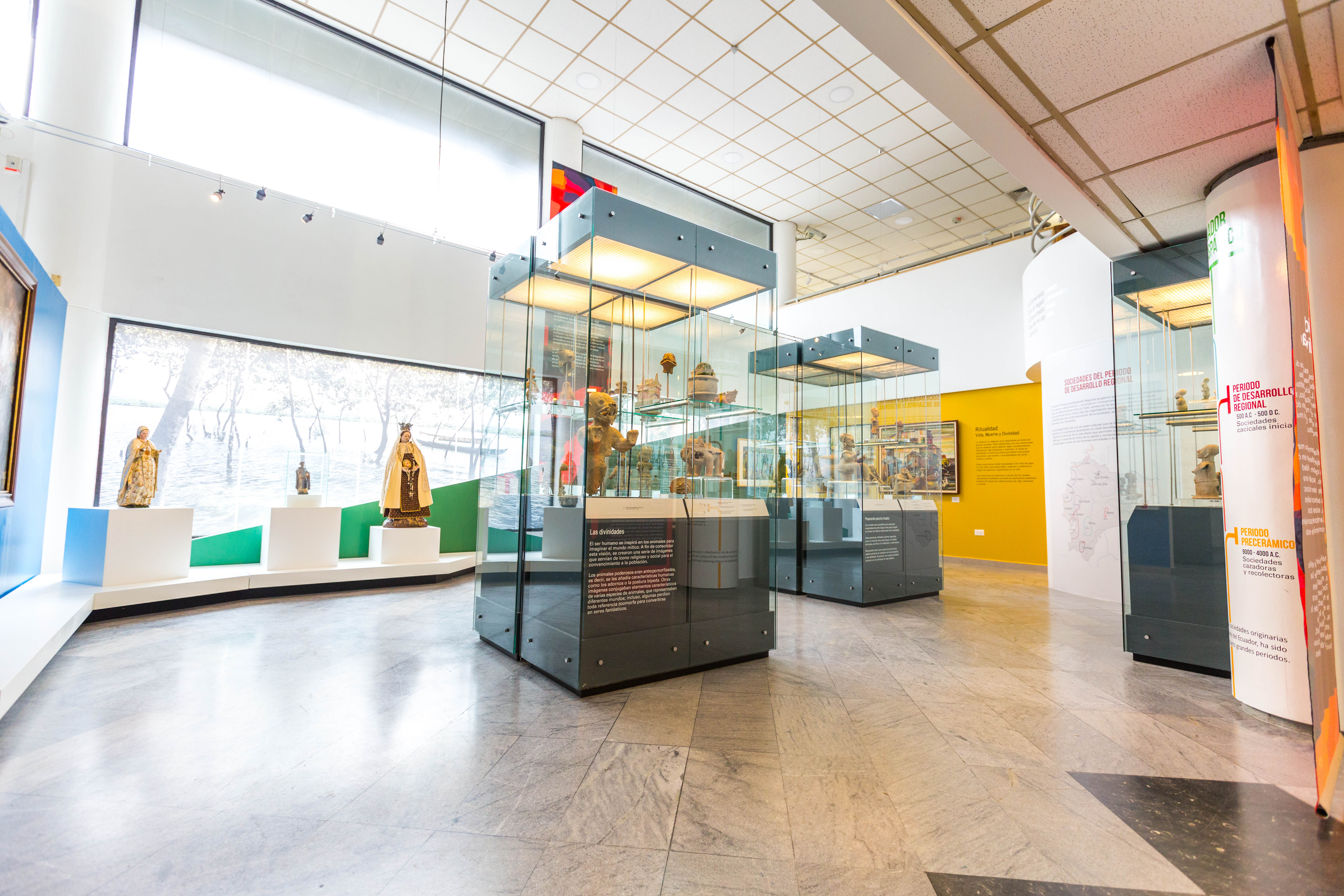
Museo y Centro Cultural Esmeraldas.

A finales del siglo XIX, Esmeraldas se convierte en un factor importante en las gestas revolucionarias, formando parte de las muchas alfaristas que apoyaron a la Revolución liberal en 1895 .
El 31 de enero de 1906, de 8,8 grados en la escala de Richter y una profundidad de 25 km. que generó un tsunami. Esto provocó 1.000 a 1.500 los fallecidos por el sismo y sobre todo por el tsunami, que llegó en media hora con olas de hasta cinco metros a las playas de las poblaciones fronterizas entre Ecuador y Colombia. 
Leonidas Plaza, el 28 de enero de 1912 se levantó contra Alfaro y fomentó altos niveles de corrupción administrativa y a la entrega del territorio ecuatoriano a extranjeros. Aunque el gobierno de Plaza no alcanzó a entregar las islas Galápagos a Estados Unidos o a Francia a cambio de dinero, como pretendía; pero alcanzó a consumar en 1916 la entrega de aproximadamente 176.000 kilómetros cuadrados a Colombia. Alfaro, junto a otro cinco próceres, fue encarcelado y posteriormente asesinado tras ser sacado de prisión por una turba organizada por el gobierno, aristócratas y sacerdotes, siendo ultrajado su cadáver al arrastrarlos en las calles de Quito y quemarlos en el parque del Ejido.
Como respuesta empezó una guerra popular que duró más de tres años (1913-1916), que fue secundada en otras provincias y que se convirtió en la más larga guerra de la historia de la República. Esmeraldas fue la provincia más destacada en esta revuelta, tras el asesinato de Alfaro, la ciudad se sumó a la Guerra de Concha (1912-1916). El 24 de septiembre de 1913, el cuartel de la Policía de la ciudad de Esmeraldas fue tomado por un grupo de 50 revolucionarios alfaristas, al grito de ¡Abajo Plaza!, ¡Mueran los arrastradores!, ¡Viva Concha! Una vez tomado el cuartel, los revolucionarios incautaron las armas y atacaron el cuartel militar hasta la llegada de refuerzos militares, y los insurrectos tuvieron que retirarse a las montañas.

Tres días después el coronel Carlos Concha Torres,  antiguo gobernador de la provincia de Esmeraldas, desde el campamento guerrillero de Tachina, publicó el manifiesto “A la Nación”, en el que proclamaba:
“Ecuatorianos: siguiendo el patriótico dictado de mi conciencia..., abro hoy campaña en esta heroica sección de la República en demanda del honor y de la justicia que los pueblos reclaman”.
Uno de los combates más importantes fue el de El Guayabo, en la parroquia Majua, junto al río Esmeraldas, entre 10 el 12 de diciembre de 1913.  Velasco salió con sus tropas de Esmeraldas el 10 de diciembre y avanzó hasta la cordillera del Guayabo. Fue en la hacienda de Peregrino Montero, donde acamparon los revolucionarios que enfrentó a 1 200 policías y soldados del Ejército. donde fue emboscado por los guerrilleros el día 12 y después de sufrir enormes pérdidas capituló el 14 en el pueblo de Chinca, ante Concha, dejando en su poder todo el armamento compuesto de 800 fusiles, 2 cañones y 40.000 tiros. Entre las bajas gobiernistas estuvo el Segundo Jefe, Tte. Cor. Alejandro Lalama Andrade del batallón Constitución. El 16 entró Concha triunfante en la población de Esmeraldas al mando de 700 hombres organizado en cinco columnas.
Otro de los combates se dio en la playa de Tacusa y Camarones. Un tercer combate se dio en lo que es hoy La Propicia 1, en el sur de la ciudad, el 5 de mayo de 1914.  Finalmente, Esmeraldas fue bombardeada y posteriormente víctima de inauditos crímenes de guerra lo cual causó grandes incendios, pérdidas humanas y destrucción de edificaciones.
El 14 de mayo de 1942 se produjo un sismo de 7.8 grados que afectó a casi toda la costa ecuatoriana.
Por muchos años la única vía por la cual se podía llegar a Esmeraldas desde la Sierra era la fluvial a través de los ríos, hasta 1967 cuando se inaugura la carretera Esmeraldas-Quinindé-Santo Domingo.
En 1958, el domingo 19 de enero a las 9:07, hubo un movimiento sísmico de 7,8 grados que fue sentido también en las poblaciones colombianas. Los daños más graves se presentaron en Esmeraldas, donde se reportó el colapso del 30% de las construcciones y el agrietamiento de numerosos edificios. Además, el movimiento sísmico produjo un tsunami que arrasó parte de la población, con olas que alcanzaron de 2.0 a 5.9 m de altura.
El 12 de diciembre de 1979 un terremoto de magnitud 7,9 en la escala de Richter ocurrió a las 07:59 en la zona fronteriza de Ecuador – Colombia, con una profundidad de 33 km. (JSG)

## Geografía

### Relieve e Hidrografía

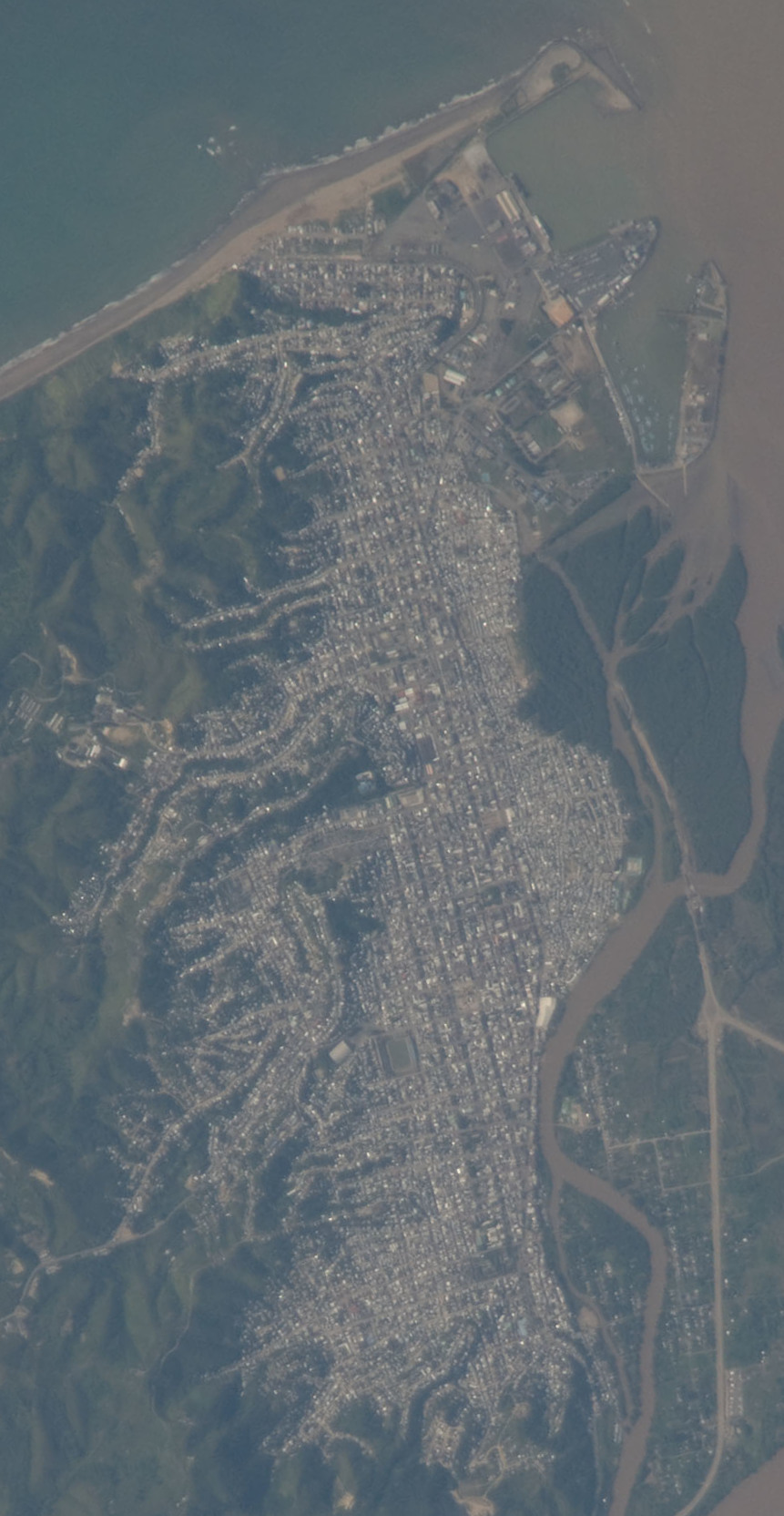
Vista aérea de la ciudad de Esmeraldas.

Esta provincia septentrional se sitúa en tierras bajas, en donde las mayores altitudes no sobrepasan los 600 m s. n. m.; está atravesada por varias estribaciones que son prolongaciones de la cordillera occidental de los Andes; al este se encuentran las cordilleras de Cayapas y Toisán; y al oeste las montañas de Muisne, Atacames y Cojimíes.
El sistema hidrográfico es importante ya que varios de sus ríos se han convertido en vías de acceso natural para el transporte de productos a distintos lugares, tanto al interior como al exterior de la provincia. Entre los principales están: Cayapas, Santiago, Esmeraldas y Blanco.

### Clima
De acuerdo con la clasificación climática de Köppen, Esmeraldas experimenta un clima de sabana típico (Aw), el cual se caracteriza por las temperaturas altas, la estación seca coincide con los meses más fríos y las lluvias con los más cálidos. Las estaciones del año no son sensibles en la zona ecuatorial, no obstante, su proximidad al océano Pacífico hace que las corrientes de Humboldt (fría) y de El Niño (cálida) marquen dos períodos climáticos bien diferenciados tiene exclusivamente dos estaciones: un pluvioso y cálido invierno, que va de diciembre a junio, y un "verano" seco y ligeramente más fresco, entre julio y noviembre. 
Su temperatura promedio anual es de 27 °C; siendo abril el mes más cálido, con un promedio de 27,5 °C, mientras septiembre es el mes más frío, con 26,6 °C en promedio. Es un clima isotérmico por sus constantes precipitaciones durante todo el año (amplitud térmica anual inferior a 2 °C entre el mes más frío y el más cálido), si bien la temperatura real no es extremadamente alta, la humedad hace que la sensación térmica se eleve hacia los 35 °C o más. En cuanto a la precipitación, goza de lluvias abundantes durante el invierno, siempre superiores a 900 mm por año; hay una diferencia de 153.2 mm de precipitación entre los meses más secos y los más húmedos; enero (18 días) tiene los días más lluviosos por mes en promedio, mientras la menor cantidad de días lluviosos se mide en noviembre (9 días). La humedad relativa también es constante, con un promedio anual de 83,8%. 
| Parámetros climáticos promedio de Esmeraldas, Ecuador | Parámetros climáticos promedio de Esmeraldas, Ecuador | Parámetros climáticos promedio de Esmeraldas, Ecuador | Parámetros climáticos promedio de Esmeraldas, Ecuador | Parámetros climáticos promedio de Esmeraldas, Ecuador | Parámetros climáticos promedio de Esmeraldas, Ecuador | Parámetros climáticos promedio de Esmeraldas, Ecuador | Parámetros climáticos promedio de Esmeraldas, Ecuador | Parámetros climáticos promedio de Esmeraldas, Ecuador | Parámetros climáticos promedio de Esmeraldas, Ecuador | Parámetros climáticos promedio de Esmeraldas, Ecuador | Parámetros climáticos promedio de Esmeraldas, Ecuador | Parámetros climáticos promedio de Esmeraldas, Ecuador | Parámetros climáticos promedio de Esmeraldas, Ecuador |
| Mes                                                   | Ene.                                                  | Feb.                                                  | Mar.                                                  | Abr.                                                  | May.                                                  | Jun.                                                  | Jul.                                                  | Ago.                                                  | Sep.                                                  | Oct.                                                  | Nov.                                                  | Dic.                                                  | Anual                                                 |
| ----------------------------------------------------- | ----------------------------------------------------- | ----------------------------------------------------- | ----------------------------------------------------- | ----------------------------------------------------- | ----------------------------------------------------- | ----------------------------------------------------- | ----------------------------------------------------- | ----------------------------------------------------- | ----------------------------------------------------- | ----------------------------------------------------- | ----------------------------------------------------- | ----------------------------------------------------- | ----------------------------------------------------- |
| Temp. máx. media (°C)                                 | 29.5                                                  | 29.4                                                  | 30.0                                                  | 30.2                                                  | 29.9                                                  | 29.9                                                  | 29.7                                                  | 29.8                                                  | 29.6                                                  | 29.8                                                  | 29.7                                                  | 29.7                                                  | 29.8                                                  |
| Temp. media (°C)                                      | 26.8                                                  | 26.8                                                  | 27.3                                                  | 27.5                                                  | 27.3                                                  | 27.1                                                  | 26.8                                                  | 26.7                                                  | 26.6                                                  | 26.9                                                  | 26.8                                                  | 26.9                                                  | 27                                                    |
| Temp. mín. media (°C)                                 | 22.9                                                  | 23.0                                                  | 23.0                                                  | 23.2                                                  | 23.1                                                  | 22.7                                                  | 22.1                                                  | 22.1                                                  | 22.1                                                  | 22.4                                                  | 22.2                                                  | 22.6                                                  | 22.6                                                  |
| Precipitación total (mm)                              | 130.4                                                 | 168.8                                                 | 157.4                                                 | 144.4                                                 | 92.1                                                  | 63.1                                                  | 27.3                                                  | 15.6                                                  | 41.3                                                  | 18.1                                                  | 27.8                                                  | 48.2                                                  | 934.5                                                 |
| Días de precipitaciones (≥ 1.0 mm)                    | 18                                                    | 17                                                    | 17                                                    | 16                                                    | 16                                                    | 14                                                    | 14                                                    | 11                                                    | 11                                                    | 10                                                    | 9                                                     | 13                                                    | 166                                                   |
| Horas de sol                                          | 198.4                                                 | 201.6                                                 | 235.6                                                 | 228                                                   | 201.5                                                 | 162                                                   | 151.9                                                 | 142.6                                                 | 141                                                   | 133.3                                                 | 141                                                   | 176.7                                                 | 2113.6                                                |
| Humedad relativa (%)                                  | 86                                                    | 88                                                    | 87                                                    | 86                                                    | 85                                                    | 84                                                    | 83                                                    | 81                                                    | 81                                                    | 81                                                    | 80                                                    | 83                                                    | 83.8                                                  |
| Fuente: NOAA Climate-data.org                         |                                                       |                                                       |                                                       |                                                       |                                                       |                                                       |                                                       |                                                       |                                                       |                                                       |                                                       |                                                       |                                                       |

## Política
Territorialmente, la ciudad de Esmeraldas está organizada en 5 parroquias urbanas, mientras que existen 8 parroquias rurales con las que complementa el aérea total del Cantón Esmeraldas. El término "parroquia" es usado en el Ecuador para referirse a territorios dentro de la división administrativa municipal.
La ciudad y el cantón Esmeraldas, al igual que las demás localidades ecuatorianas, se rige por una municipalidad según lo previsto en la Constitución de la República. El Gobierno Autónomo Descentralizado Municipal de Esmeraldas, es una entidad de gobierno seccional que administra el cantón de forma autónoma al gobierno central. La municipalidad está organizada por la separación de poderes de carácter ejecutivo representado por el alcalde, y otro de carácter legislativo conformado por los miembros del concejo cantonal.
La ciudad de Esmeraldas es la capital de la provincia de Esmeraldas, por lo cual es sede de la Gobernación y de la Prefectura de la provincia. La Gobernación está dirigida por un ciudadano con título de Gobernador de Esmeraldas y es elegido por designación del propio Presidente de la República como representante del poder ejecutivo del estado. La Prefectura, algunas veces denominada como Gobierno Provincial, está dirigida por un ciudadano con título de Prefecto Provincial de Esmeraldas y es elegido por sufragio directo en fórmula única junto al candidato viceprefecto. Las funciones del Gobernador son en su mayoría de carácter representativo del Presidente de la República, mientras que las funciones del Prefecto están orientadas al mantenimiento y creación de infraestructura vial, turística, educativa, entre otras.
La Municipalidad de Esmeraldas, se rige principalmente sobre la base de lo estipulado en los artículos 253 y 264 de la Constitución Política de la República y en la Ley de Régimen Municipal en sus artículos 1 y 16, que establece la autonomía funcional, económica y administrativa de la Entidad.

### Alcaldía
El poder ejecutivo de la ciudad es desempeñado por un ciudadano con título de Alcalde del Cantón Esmeraldas, el cual es elegido por sufragio directo en una sola vuelta electoral sin fórmulas o binomios en las elecciones municipales. El vicealcalde no es elegido de la misma manera, ya que una vez instalado el Concejo Cantonal se elegirá entre los ediles un encargado para aquel cargo. El alcalde y el vicealcalde duran cuatro años en sus funciones, y en el caso del alcalde, tiene la opción de reelección inmediata o sucesiva. El alcalde es el máximo representante de la municipalidad y tiene voto dirimente en el concejo cantonal, mientras que el vicealcalde realiza las funciones del alcalde de modo suplente mientras no pueda ejercer sus funciones el alcalde titular.
El alcalde cuenta con su propio gabinete de administración municipal mediante múltiples direcciones de nivel de asesoría, de apoyo y operativo. Los encargados de aquellas direcciones municipales son designados por el propio alcalde. Actualmente el alcalde de Esmeraldas es Vicko Villacís, elegida para el periodo 2023 - 2027.

### Concejo cantonal

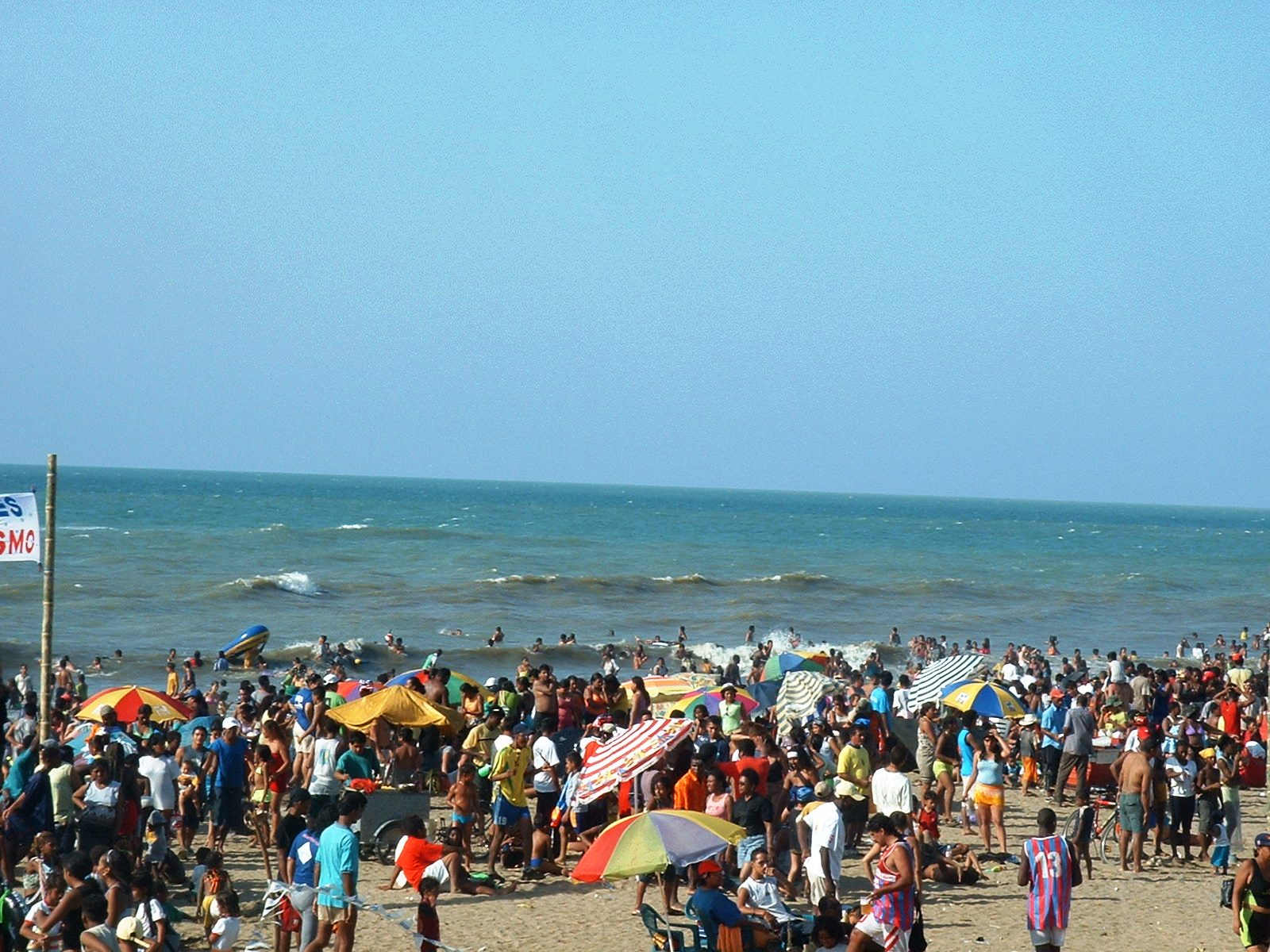
Balneario de Las Palmas.

El poder legislativo de la ciudad es ejercido por el Concejo Cantonal de Esmeraldas el cual es un pequeño parlamento unicameral que se constituye al igual que en los demás cantones mediante la disposición del artículo 253 de la Constitución Política Nacional. De acuerdo a lo establecido en la ley, la cantidad de miembros del concejo representa proporcionalmente a la población del cantón.
Esmeraldas posee 9 concejales, los cuales son elegidos mediante sufragio (Sistema D'Hondt) y duran en sus funciones cuatro años pudiendo ser reelegidos indefinidamente. De los nueve ediles, 8 representan a la población urbana mientras que uno representa a las 8 parroquias rurales. El alcalde y el vicealcalde presiden el concejo en sus sesiones. Al recién instalarse el concejo cantonal por primera vez los miembros eligen de entre ellos un designado para el cargo de vicealcalde de la ciudad.

### División Política
El cantón se divide en parroquias que pueden ser urbanas o rurales y son representadas por los Gobiernos Parroquiales ante la Alcaldía de Esmeraldas. La ciudad tiene 5 parroquias urbanas:
- 5 de agosto
- Bartolomé Ruíz
- Esmeraldas
- Luis Tello
- Simón Plata

Las parroquias rurales son 
- Camarones
- Carlos Concha Torres
- Chinca
- Majúa
- San Mateo (Tlache)
- Tabiazo
- Tachina
- Vuelta Larga.

## Gastronomía
El encocado de pescado, camarón , cangrejo, entre otros; es uno de los platos más típicos de Esmeraldas. se prepara cocinando el pescado y aderezado con jugo de coco. Otro de los platos típicos es el "tapao", a base de pescado y plátano. Como buena localidad costeña, son típicos los platos elaborados a partir de plátano: patacones, empanadas, bolas y bolones de verde.

## Comunicaciones
Está constituida básicamente por una carretera que bordea la costa uniendo La Tola, Lagarto, Montalvo, Rocafuerte, Río Verde, Camarones, Tachina y San Mateo; otras vías son: Esmeraldas - Atacames - Súa - La Unión - Muisne - Esmeraldas - Quinindé con rumbo a Santo Domingo y Quito. Esta última se une a la nueva vía que viene desde la provincia de Pichincha y además pasa por San Miguel de los Bancos y Pedro Vicente Maldonado.
La red ferroviaria Quito - San Lorenzo en la actualidad se halla en rehabilitación total desde estaciones, vías, y locomotoras.
El Aeropuerto Internacional Carlos Concha Torres, localizado en la población de Tachina presta servicio a los vuelos nacionales e internacionales a Cali (Colombia).
Para conectar la capital de Esmeraldas con el Ecuador, la ciudad cuenta con la Terminal Terrestre de Esmeraldas. Desde aquí se puede viajar a las tres regiones del país: costa, sierra y amazonía.

## Economía

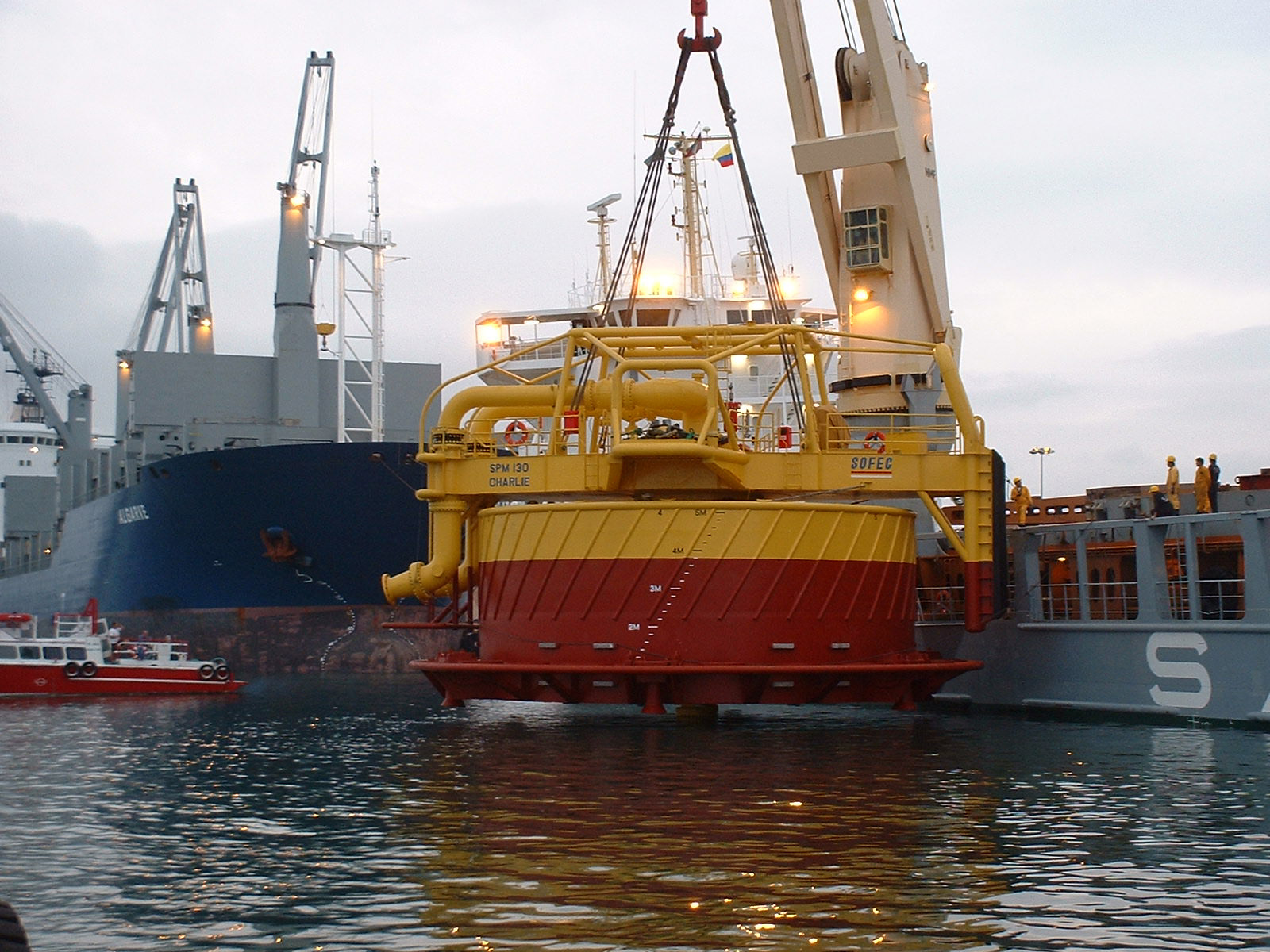
Puerto comercial.

El puerto de Esmeraldas es importante para la zona norte del Ecuador. Aquí se exporta principalmente madera y astilla; también se exporta el banano y otros productos agrícolas.

### Agricultura, ganadería y pesca
Su suelo permite la producción de banano, cacao, arroz, maíz, palma africana, albahaca y una gran variedad de frutas tropicales. Entre las principales especies forestales están: chanul, balsa, laurel, sande, guayacán y tangaré.
En ganadería destaca la crianza de ganado vacuno y porcino.

### Sector industrial
En Esmeraldas se encuentra la Refinería Estatal de Esmeraldas dependiente de Petroecuador.
Así mismo, existen industrias manufactureras, madereras, productos químicos y derivados de petróleo.

#### Refinería
Para 1987, se realiza la primera ampliación a 90 mil barriles diarios de refinación; más tarde, en 1995, se inició la segunda ampliación a 110 mil barriles para tratar crudo de 23 a 27 º API. Actualmente, la Refinería está equipada con instrumentación electrónica de punta. Al mismo tiempo, la REE funciona sobre la base de un cerebro automatizado conocido como Sistema de Control Distribuido Master (DCS), el cual fue creado para el control y monitoreo automático de los procesos de refinación de petróleo.
Este sistema abarca varias áreas, que a continuación se describen: El Área de Generación de Vapor y Eléctrica (Utilidades).- Se encarga de clarificar, filtrar, desmineralizar el agua captada del río Esmeraldas para satisfacer las necesidades de consumo humano y también para la generación de vapor que será utilizado en 4 turbogeneradores que permitan la generación eléctrica (30 MW), a fin de satisfacer las demandas internas de energía. Adicionalmente, la Planta está conectada al Sistema Eléctrico Interconectado (SIN) para casos de emergencia. El Área de Crudos, donde el petróleo que proviene del Oriente.- Es almacenado en varios tanques, que es succionado por un sistema de bombeo para enviarlo a un sistema de desalado donde se lava el crudo para sacarle la mayor cantidad de azufre e impurezas. El crudo llega con una temperatura de 34 °C, pero una vez que sale de la desaladora el crudo alcanza los 125 °C.

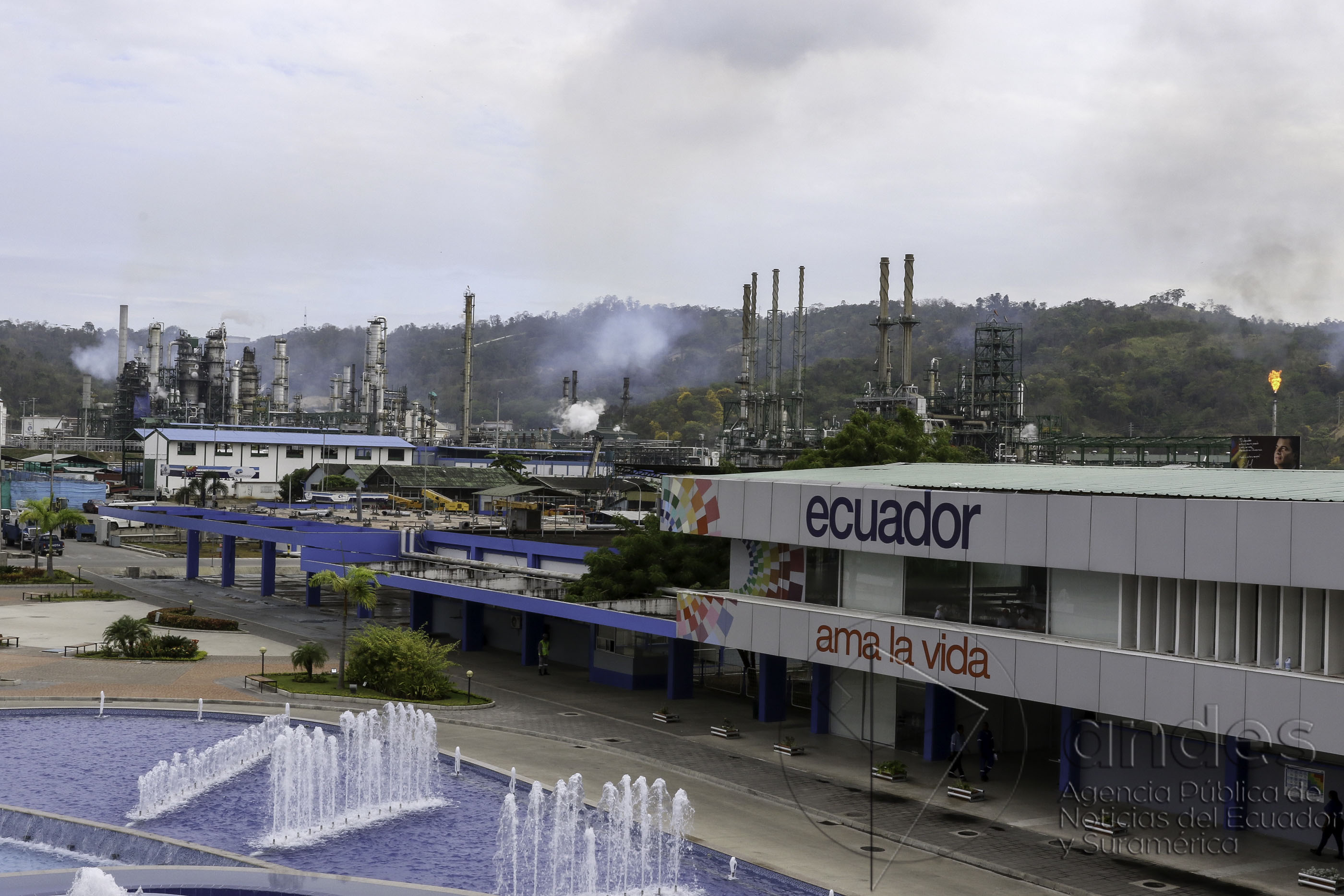
Refinería de Esmeraldas.

El proceso de calentamiento continúa, la temperatura en los hornos alcanza los 360 °C. Luego de este proceso ingresa el crudo a la torre atmosférica, donde desde la parte inferior se inyecta conjuntamente vapor a 150 PSI, con lo cual se logra el despojamiento de los productos iniciales de los gases. Con los gases más livianos se formará el diésel, el kerosene, la gasolina circulante y la nafta, respectivamente. Al mismo tiempo, la nafta se enfría para mantener el perfil térmico de la torre, que a su vez es procesado para continuar refinando el crudo reducido en la unidad de vacío.
El Área de Cracking catalítico.- Se basa en el rompimiento de moléculas por medio de un catalizador en presencia de temperatura. Inicialmente se tiene una entrada de la carga de gasóleo, como subproducto de los fondos de la torre de vacío. El gasóleo se une con un catalizador a 700 °C. de temperatura, lo cual produce un rompimiento de largas cadenas de hidrocarburos que van a formar cadenas pequeñas. La Planta de Cracking, genera dos productos: la gasolina de alto octanaje de 93 octanos, 53.400 kg/hora de gasolina y 20.000 kilos/hora. de gas licuado de petróleo (GLP).
Estos combustibles tienen un costo y ahorro para el país de 1 millón de dólares diarios. La Regeneración Continua de Catalizador (CCR).- Es una planta cuyo objetivo es producir gasolina de alto octanaje, hidrógeno y LPG, tomando como carga la nafta liviana. La capacidad operativa de la Planta es de 10 mil barriles diarios.
Cabe señalar que esta gasolina es utilizada para mezclas por su alto contenido en aromáticos. La Planta Hidrodesulfuradora (HDS).- Su función principal es eliminar el azufre de la carga que viene de crudo a través de un horno DH1 y un reactor DR1, a alta temperatura (320 °C) y con una corriente de hidrógeno, para que el producto terminado alcance un máximo de 0.05 % de azufre, que es lo óptimo para el mercado, conocido también como diésel prémium. La producción actual de la Planta es de 114 mil toneladas diarias. En 2004, la Refinería produjo derivados por un valor de 958’256.506 dólares. Por cierto, el costo de refinación es de apenas 3.21 dólares el barril (el año 2003 fue de 3.40). Es importante destacar que la REE aportó con 61% de la demanda nacional de combustibles.
El residuo obtenido del crudo refinado constituye el 55 % de la carga a la unidad de crudo, para lo cual hace falta otra Planta de alta conversión, que permita recuperar más productos limpios, como gasóleo, naftas, etc. Los técnicos de la REE han propuesto, frente a la política de concesión del actual régimen, un proyecto altamente rentable para la construcción de una “Planta de Alta Conversión” a un costo estimado de 180 millones de dólares, para procesar los residuos, aumentar el valor agregado al fuel oil que hoy se vende por no existir una Planta para tratar la carga residual que ha crecido por la disminución de la calidad de grados ºAPI del crudo que proviene del Oriente. El proyecto incluye la construcción de una “Isomerizadora”, que permitirá obtener gasolinas de alto octanaje; de esta manera se busca disminuir el alto costo de importación de derivados, que en el año 2004 superó los 790 millones de dólares.

## Cultura

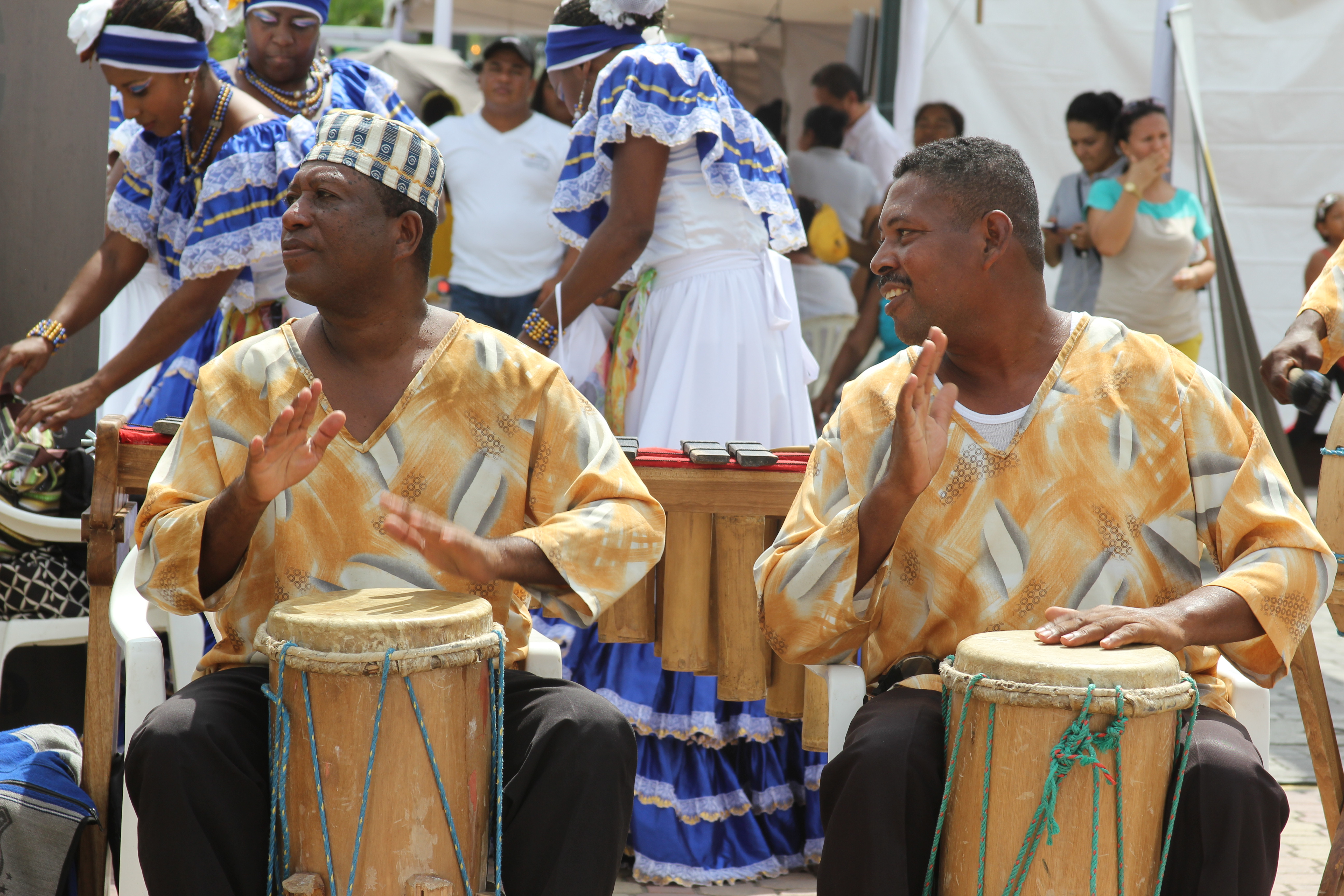
El cununo uno de los instrumentos de música ancestral afro.

Escritores esmeraldeños como Adalberto Ortiz, Nelson Estupiñán Bass, Julio Estupiñan Tello, Antonio Preciado y Orlando Tenorio Cuero han revalorizado la aportación negra al desarrollo cultural y han afianzado los valores propios de su raza (rebeldía, sentido de independencia) y sus manifestaciones culturales que se plasman en la música, el baile y la poesía.

## Educación
La ciudad cuenta con buena infraestructura para la educación, tanto pública como privada. La educación pública en la ciudad, al igual que en el resto del país, es gratuita hasta la universidad (tercer nivel) de acuerdo a lo estipulado en el artículo 348 y ratificado en los artículos 356 y 357 de la Constitución Nacional. Varios de los centros educativos de la ciudad cuentan con un gran prestigio. La ciudad está dentro del régimen Costa por lo que sus clases inician los primeros días de abril y luego de 200 días de clases se terminan en el mes de febrero. La infraestructura educacional presentan anualmente problemas debido a sus inicios de clases justo después del invierno, ya que las lluvias por lo general destruyen varias partes de los plantes educativos en parte debido a la mala calidad de materiales de construcción, especialmente a nivel marginal.
En la ciudad de Esmeraldas se asientan varias universidades, destacándose la Universidad Técnica Luis Vargas Torres, propia de la urbe; creada mediante Ley n.º 70-16 del 4 de mayo de 1970, por el Congreso Nacional y publicada por disposición del Dr. José María Velasco Ibarra.
https://www.pucese.edu.ec Pontificia Universidad Católica del Ecuador sede Esmeraldas (PUCESE) En el año 1981, se crea la sede de la Pontificia Universidad Católica del Ecuador. A decir de los recopiladores de la universidad fue Monseñor Ángel Barbisotti su mentalizador, quien, según el boletín oficial del Vicariato Apostólico de Esmeraldas, llamado APERTURA, del año 1984, en el artículo escrito por el Padre Juan Meloni se expresa que al llegar Moseñor Enrique Bartolucci como nuevo Obispo de Esmeraldas, se entusiasma por la idea de su predecesor y comenta esta iniciativa con el Padre Meloni, quien puso a caminar el proyecto de la Iglesia de Esmeraldas recogiendo las intenciones de Monseñor Ángel Barbisotti, mismas que las había asumido el nuevo Obispo de Esmeraldas Monseñor Bartolucci, y que se concretaban en una opción de educación superior propuesta por la Iglesia de esta provincia a la juventud.
Esta opción era la creación de una universidad pequeña, iniciada con una Facultad de Pedagogía, misma que debía servir para “construir el Reino de Dios en Esmeraldas”. En el mes de septiembre del año 1974, varios sacerdotes interesados en la educación de Esmeraldas se reúnen con el Dr. Gonzalo Cartagenova, para analizar seriamente la posibilidad planteada por el Obispo Bartolucci, y expresan que es factible y necesaria para la evangelización, lo que significa que en esa reunión empezó a tomar fuerza y germinar el nacimiento de la Sede de Esmeraldas de la PUCE.
Según los escritos del P. Meloni, para 1975, la Conferencia Episcopal Ecuatoriana, entrega al Vicariato Apostólico de Esmeraldas el Instituto Normal Superior n.º 8, cedido por el Gobierno Nacional a la Iglesia, lo que parecía detener la idea de la creación de la Universidad; pero realmente esta idea no muere.
El P. Meloni comenta que existieron algunos encuentros con los miembros de la Conferencia Episcopal Ecuatoriana, diálogos con el rector de la matriz, hasta que en la segunda mitad del mes de julio de 1980, el Obispo de Esmeraldas presenta oficialmente a Rector de la PUCE el pedido de la creación de la Sede. El Rector de la PUCE pide mayor documentación que permita fortalecer la iniciativa del Vicariato de Esmeraldas, condición que se cumple el 31 de octubre de 1980, teniendo como resultado que el Consejo Superior diera su aprobación y autorizara la creación de la Sede de Esmeraldas.
En mayo de 1981, se inician oficialmente las clases en la Facultad de Pedagogía, hoy de Educación, de la naciente Sede. Fue la primera unidad académica con una especialidad, Educación Primaria. Con la presencia del Gran Canciller de la PUCE y otras autoridades de Quito, del Vicariato Apostólico de Esmeraldas, el 5 de junio de 1981, se inaugura solemnemente el primer año académico de la Sede.
A la fecha de su creación, la PUCESE tenía como recursos económicos propios 156.00 sucres (moneda oficial de la época) y funcionaba en un aula del Instituto Normal Superior n.º 8, que había cedido en calidad de préstamo. El P. Juan Meloni, Rector del Instituto, también fue encargado del Pro-Rectorado de la naciente Sede y compartía su despacho para las dos instituciones de la Iglesia.
La primera biblioteca de la PUCESE fue donada por los provinciales combonianos de México y España. Las primeras personas que colaboraron con la naciente Sede fueron: Dr. Juan Meloni Ennas (+), Pro-Rector; Lic. Martha Montenegro, Secretaria General; Lic. Edgar Manuel Loor Villaquirán (+), Decano de la Escuela de Pedagogía; Srta. Marcia Liliana Sánchez Guerrero, Secretaria, Colectora y Bibliotecaria; y como docentes Lic. Luis Ernesto Saltos Martínez, Lic. Uberto Cortez Montato, P. José Vicente Vivero Samaniego, Lic. Ángel Torres Cruz, Lic. Fanny Doroth Paz Salazar.

|  | Universidad                                 |                                                                                             | Ciudad matriz |
|  | ------------------------------------------- | ------------------------------------------------------------------------------------------- | ------------- |
|  | Universidad Técnica Luis Vargas Torres      | [[Archivo:\|class=notpageimage noviewer\|20x20px\|border\|Bandera de Esmeraldas (Ecuador)]] | Esmeraldas    |
|  | Pontificia Universidad Católica del Ecuador | Bandera de Quito                                                                            | Quito         |
|  | Universidad Técnica Particular de Loja      | [[Archivo:\|class=notpageimage noviewer\|20x20px\|border\|Bandera de Loja (Ecuador)]]       | Loja          |
|  | Universidad Tecnológica Indoamérica         | Bandera de Ambato                                                                           | Ambato        |
|  | Universidad de Guayaquil                    | Bandera de Guayaquil                                                                        | Guayaquil     |
|  | Universidad Católica Santiago de Guayaquil  |                                                                                             | Guayaquil     |

## Deporte
La Federación Deportiva de Esmeraldas es el organismo rector del deporte en toda la Provincia de Esmeraldas y por ende en la ciudad se ejerce su autoridad de control. El deporte más popular en la ciudad, al igual que en todo el país, es el fútbol, siendo el deporte con mayor convocatoria. Actualmente existen 5 equipos de fútbol de la ciudad activos en la Asociación de Fútbol No Amateur de Esmeraldas, que participan en el Campeonato Provincial de Segunda Categoría de Esmeraldas.

### Escenarios deportivos
El principal recinto deportivo para la práctica del fútbol es el Estadio Folke Anderson. Está ubicado en la avenida 6 de Diciembre y Quito de la ciudad de Esmeraldas. Fue inaugurado el 5 de agosto de 1956. Es usado mayoritariamente para la práctica del fútbol, Tiene capacidad para 14 000 espectadores.
Acerca de competencias deportivas, este estadio acogió a nivel nacional, fue sede de los VIII Juegos Nacionales Esmeraldas 1996. Este local deportivo es sede de distintos eventos deportivos a niveles provincial y local, así como es escenario para varios eventos de tipo cultural, especialmente conciertos musicales (que también se realizan en el Coliseo Nubia Villacís Díaz y el Recinto Ferial Luis Alberto Raad Estrada de La Propicia de Esmeraldas).
El estadio desempeña un importante papel en el fútbol local, ya que los clubes esmeraldeños como Esmeraldas Sporting Club, Esmeraldas Petrolero, Juvenil de Esmeraldas, Juventus de Esmeraldas, 5 de Agosto, Huracán Sporting Club, Vargas Torres, Tácito Ortiz Urriola, Rocafuerte Sporting Club y Sagrado Corazón hacían y/o hacen de locales en este escenario deportivo.

## Ciudades hermanadas
| Ciudad         | División administrativa                  | País      | Ref.   |
| -------------- | ---------------------------------------- | --------- | ------ |
| San Sebastián  | País Vasco                               | España    | [ 20 ] |
| Benidorm       | Comunidad Valenciana                     | España    | [ 20 ] |
| Alicante       | Comunidad Valenciana                     | España    | [ 21 ] |
| Puerto Cabezas | Región Autónoma de la Costa Caribe Norte | Nicaragua | [ 22 ] |